# Педру-Леополду
Педру-Леополду (порт. Pedro Leopoldo) — муниципалитет в Бразилии, входит в штат Минас-Жерайс. Составная часть мезорегиона Агломерация Белу-Оризонти. Входит в экономико-статистический микрорегион Белу-Оризонти. Население составляет 63 095 человек на 2006 год. Занимает площадь 291,038 км². Плотность населения — 216,8 чел./км².

## История
Город основан 27 января 1924 года.

## Статистика
- Валовой внутренний продукт на 2003 год составляет 539 993 921,00 реалов (данные: Бразильский институт географии и статистики).
- Валовой внутренний продукт на душу населения на 2003 год составляет 9167,36 реалов (данные: Бразильский институт географии и статистики).
- Индекс развития человеческого потенциала на 2000 год составляет 0,807 (данные: Программа развития ООН).

## География
Климат местности: субтропический гумидный.